# Биккулова, Алёна Алексеевна
Алёна Алексеевна Бикку́лова (род. 8 марта 1982, Ленинград) — российская актриса театра и кино, эстрадная певица и композитор, автор песен, стихов и моноспектаклей, театральный режиссёр и сценаристка, ведущая концертных программ. Как актриса известна по телесериалам: «Дыши со мной», «Вкус граната», «Татьянин день», «Бандитский Петербург» и многим другим.

## Биография

### Семья
Алёна Биккулова — коренная ленинградка. Её бабушка, Эльвира Илларионовна Панова, пережила блокаду Ленинграда и участвовала в дежурствах по тушению «зажигалок» — зажигательных бомб с напалмом. Вторая бабушка, Ирина Михайловна Биккулова, была эвакуирована из блокадного Ленинграда.
Отец — Алексей Михайлович Биккулов (до смены имени и отчества — Али Рызаевич Биккулов; 1959—2009) и мать — Инесса Анатольевна Биккулова (в девичестве  Трайто) учились вместе на факультете психологии Ленинградского государственного университета. Алексей Михайлович работал тренером по большому теннису и является неоднократным чемпионом и призёром юношеских чемпионатов Ленинграда.

### Детство
В 8 лет, услышав на виниловой пластинке голос Робертино Лоретти, Алёна решила, что тоже будет петь. Мать мечтала отдать дочь в Ленинградское хореографическое училище имени А. Я. Вагановой, однако Алёна стала брать уроки фортепиано, а в 9 лет занялась пением в районном кружке. Тогда начались её первые выступления. Когда Алёна училась в 5 классе, учительница рисования вызвала маму в школу и сказала, что её ребёнок очень талантливо рисует и надо отдать его в художественную студию, но и тут Алёна настояла на том, что она будет только петь. В 14 лет Алёна прошла отбор в детский хор радио и телевидения «Радуга» на базе Радио России, под руководством Марины Ланды, где состоялось её знакомство с телевидением. В старших классах пела в церковном хоре. С детства мечтала поступить в Театральную академию, и мечта её исполнилась сразу после окончания школы. 

### Студенческие годы
В 1999 году Алёна Биккулова поступила в Санкт-Петербургскую государственную академию театрального искусства. Ещё будучи студенткой, в 2003 году Алёна Биккулова уверенно победила в конкурсе «Молодые голоса — 2003», получив первую премию в номинации «Камерное пение» за исполнение романса М. Пуаре «Я ехала домой». В постановке дипломного музыкального спектакля «Голоса ушедшего века» принимал участие бывший выпускник Театральной академии, народный артист России Олег Погудин, который помог Алёне организовать её первые сольные концерты. В 2004 году Алёна Биккулова с отличием окончила Санкт-Петербургскую государственную академию театрального искусства (курс профессора Г. А. Барышевой) по специальности «актриса драматического театра и кино».

### Личная жизнь
Алёна Биккулова замужем не была, детей не имеет. Она мечтает встретить близкого ей по духу человека.

## Творчество

### Фильмография
| Год         | Название                                 | Роль |
| ----------- | ---------------------------------------- | --- |
| 2002        | Улицы разбитых фонарей 4                 | Нина, дочь Соловца |
| 2005        | Большая прогулка                         | телеведущая |
| 2005        | Тронутые                                 | Зинаида Канюкина (главная роль) |
| 2006        | Врачебная тайна                          | Кира Гришковец |
| 2006        | Бандитский Петербург. Голландский пассаж | Наталья Куницина, сожительница Репенина |
| 2007        | Бандитский Петербург. Расплата           | журналистка Алина Шайтар (главная роль) |
| 2007        | Дед Мороз поневоле                       | Марина |
| 2007        | Тридцатилетние                           | Марина (одна из главных женских ролей) |
| 2007        | Янтарный барон                           | телеведущая |
| 2007        | Короли игры                              | Полина Дорофеева (одна из главных женских ролей)                                                                                               |
| 2007 — 2008 | Татьянин день                            | Светлана |
| 2008        | Туман рассеивается                       | Лена Петрова (главная роль) |
| 2010        | Дыши со мной                             | Надя, сестра Ланы (одна из главных женских ролей)                                                                                              |
| 2010        | Улицы разбитых фонарей 6                 | Нина, дочь Соловца |
| 2011        | Вкус граната                             | Вера (одна из главных женских ролей) |
| 2011        | Я желаю тебе себя                        | Татьяна Дмитриевна Голикова, младшая сестра Леночки, впоследствии супруга Игоря Валентиновича Белова и мама его дочери Дашеньки (главная роль) |
| 2013        | Судебная ошибка                          | Катя (главная роль) |

### Роли в театре
- 2002 — 2004 — «Голоса ушедшего века» — романсы и советские песни
- 2003 — «Небесные ласточки» Ф. Эрве — Корина — примадонна оперетного театра
- 2004 — «Идиот» Ф. Достоевского — Аглая Епанчина
- 2005 — «Веер леди Уиндермир» О. Уайльда
- 2012 — «Ангел, девушка и метранпаж» или «20 минут с ангелом» по пьесе А. Вампилова «Провинциальные анекдоты» — Виктория / Фаина
- 2015 — 2024 — Мюзикл «Онегин» — Прасковья — мама Татьяны и Ольги Лариных
- 2016 — 2024 — Эдит Пиаф в моноспектакле-концерте «Жизнь в розовом цвете — La vie en rose — Женщина в любви» (автор монопьесы и режиссёр Алёна Биккулова)
- 2017 — 2024 — Анна Герман в моноспектакле-концерте «Гори, гори, моя звезда…» (автор монопьесы и режиссёр Алёна Биккулова)
- 2018 — 2024 — «Откровения любящей женщины» на основе авторских песен и стихов Алёны Биккуловой (автор монопьесы и режиссёр Алёна Биккулова)
- 2021 — 2024 — «Солнце Парижа» — Эдит Пиаф / Симона Синьоре / Мэрилин Монро
- 2021 — 2024 — мюзикл «Дама Пик» — Пиковая Дама
- 2023 — 2024 — моноспектакль-концерт «Мария Каллас. Любовь и драма великой дивы.»  (автор монопьесы и режиссёр — Алёна Биккулова)

### Концертная деятельность
В репертуаре Алёны Биккуловой романсы и русские народные песни, композиции из репертуара Анны Герман, Валентины Толкуновой и Аллы Пугачёвой, песни советских авторов. Алёна Биккулова исполняет французский шансон, а именно песни из репертуара Эдит Пиаф, Мирей Матье, Лары Фабиан, Далиды и Шарля Азнавура. Кроме того, Алёна сама пишет стихи и музыку к своим песням. Первый сольный концерт состоялся в 2006 году в Свято-Троицкой Александро-Невской Лавре. С этого времени сольные концерты Алёны Биккуловой успешно проходят в Санкт-Петербурге, Москве и других городах России и Европы.
В 2010 году Биккулова положила начало новой традиции в своём творчестве — ежегодному сольному концерту, посвящённому Дню матери.
В 2013 году с сольной программой «Я свяжу тебе жизнь…» Алёна Биккулова выступила на сцене БКЗ «Октябрьский» в сопровождении эстрадно-симфонического оркестра (дирижёр — Андрей Медведев). В 2014 году с сольной программой «Что знает о любви любовь…» также выступила на сцене БКЗ «Октябрьский» в сопровождении своего музыкального коллектива BIKK’S BAND.
С 2012 года в творчестве Биккуловой начинается серия Пасхальных концертов, в которых она исполняет народные песни, старинные духовные канты и авторские песни духовного содержания.
В 2012 году народный артист России Александр Серов лично пригласил Биккулову выступать в своих концертах.
С 2013 года Алёна Биккулова становится активной участницей многочисленных кинофестивалей и кинофорумов, на которых она выступает на церемониях открытия и закрытия, а также в рамках этих кинофестивалей даёт сольные концерты, творческие встречи и играет свои знаменитые авторские моноспектакли.
В 2014 году приняла участие в концерте в городе Муром, в День семьи, любви и верности (с трансляцией на Первом канале) и в Севастополе, исполнив с Владиславом Косаревым свою песню «Святые Муромской земли», посвящённую святым благоверным князю Петру и жене его княгине Февронии, в честь которых основан этот праздник. В 2015 году с концертами к Дню семьи, любви и верности, которые проводит Фонд социально-культурных инициатив (президент Фонда — Светлана Владимировна Медведева), посетила город Ялта, а в 2016 году — город Иваново.
24 января 2016 года состоялась премьера моноспектакля-концерта о жизни Эдит Пиаф «Жизнь в розовом цвете — La vie en rose — Женщина в любви». Актриса является автором монопьесы и режиссёром этого спектакля.
26 ноября 2017 года состоялась премьера моноспектакля-концерта о жизни Анны Герман «Гори, гори, моя звезда…». Актриса является автором монопьесы и режиссёром этого спектакля.
10 ноября 2016 года в Зале церковных соборов Храма Христа Спасителя Биккулова вместе с журналистом Павлом Кудрявцевым провела в качестве ведущей финальное мероприятие Всероссийского фестиваля достижений молодёжи «Славим Отечество — 2016». Также Биккулова вместе с финалисткой проекта «Голос. Дети» Ярославой Дегтярёвой исполнила свою песню на слова Дмитрия Кузнецова «Три сестры».
14 ноября 2017 года в Зале церковных соборов Храма Христа Спасителя Биккулова вместе с актёром Романом Акимовым провела в качестве ведущей финальное мероприятие Всероссийского фестиваля достижений молодёжи «Славим Отечество — 2017». Также Алёна Биккулова исполнила свою авторскую песню на стихи Виктора Гина «Не обижайте матерей».
2 декабря 2018 года состоялась премьера моноспектакля-концерта «Откровения любящей женщины» на основе авторских песен и стихов Алёны Биккуловой. Актриса является автором монопьесы и режиссёром этого спектакля.
В 2021 году прошла отбор в Градский Холл. Александр Борисович Градский лично общался с актрисой и хотел, чтобы она попробовала сыграть свои авторские моноспектакли в его театре. К сожалению, этому не суждено было сбыться из-за болезни и последующего ухода из жизни многоуважаемоего мэтра советской эстрады. 
3 декабря 2023 года состоялась премьера моноспектакля-концерта «Мария Каллас. Любовь и драма великой дивы» к столетию со дня рождения Марии Каллас. Актриса является автором монопьесы и режиссёром этого спектакля. Показы спектакля проходят в городах России.

### Значимые проекты
В 2021 году Алёна Биккулова прошла в финал реалити «Вызов. Первые в космосе», войдя в двадцатку претенденток на главную женскую роль в фильме «Вызов», который снимался на МКС. Всего на конкурс было подано около 3 тысяч заявок. «Вызов» — это совместный научно-просветительский проект Первого канала и государственной корпорации «Роскосмос».

## Благотворительность и общественная деятельность
- С 2008 года Алёна Биккулова принимает участие в праздниках, посвящённых Дню пожилого человека, Дню снятия Блокады, Дню Победы[16][17], благотворительных концертах для больных детей, ветеранов Великой Отечественной войны[17] и других социально значимых мероприятиях, выступает в детских домах, школах-интернатах и других учреждениях соответствующего профиля[18].
- С 2009 года принимает участие в качестве актрисы, певицы и ведущей в благотворительных концертах и мероприятиях, организованных Ассоциацией общественных объединений «Большая Медведица»[19], Санкт-Петербургской благотворительной общественной организацией помощи детям-инвалидам «Умка», благотворительным фондом «ADVITA», Санкт-Петербургской Благотворительной Общественной Организации «Перспективы».
- С 2010 года поддерживает проекты, ежегодно проводимые Благотворительным Фондом «Детский КиноМай»[20] совместно с Благотворительным фондом социальной помощи детям «Расправь крылья!». В рамках этих проектов Алёна посещает детские дома, школы-интернаты и другие детские учреждения с благотворительными концертами и актёрскими мастер-классами для детей, участвует в проведении церемоний открытия и закрытия благотворительных кинонедель в России и за рубежом.
- С 2011 года принимает участие в благотворительном марафоне «Подари ребёнку праздник!»[21]. Организаторами акции являются «Радио Балтика», телеканал «100 ТВ» и Общественная приёмная Балтийской медиа-группы.
- С 2013 года Алёна принимает участие в благотворительных концертах в рамках фестиваля музыкального творчества МВД России «Щит и Лира», которые с 2007 года организует и проводит Департамент государственной службы и кадров МВД России под руководством генерал-лейтенанта внутренней службы Владимира Кубышко. Трижды посетила Чеченскую республику, а в 2015 году и Дагестан в качестве певицы и ведущей с благотворительными концертами.
- В рамках Фестиваля кино и театра «Амурская осень» (сентябрь 2013 года) приняла участие в концертах в поддержку пострадавших от наводнения[22][23][24]. Вместе с другими именитыми артистами посетила города и села Амурской области[25].
- С 2012 года концерты актрисы проходят в Русских культурных центрах Европы, в том числе и в Болгарии[26] при поддержке представительства Россотрудничества в Болгарии[27] совместно с Национальным движением «Русофилы».
- 2011 год — член жюри международного песенного фестиваля «Время петь» (Москва).
- 2012 год — член жюри конкурса любительских театров Санкт-Петербурга «Театральный Бой».
- 2012 год — член жюри фестиваля «Собрать всех вместе — 2012» (Петергоф)[28].
- 2013 год — член жюри Детского конкурса исполнителей песни «Нотки КиноМая» (Санкт-Петербург)[29].
- С 2013 года — член Союза концертных деятелей Санкт-Петербурга.
- 2014 год — член жюри фестиваля «Собрать всех вместе — 2014» (Петергоф).
- 2014 год — член жюри Детского конкурса исполнителей песни «Нотки КиноМая» (Санкт-Петербург)[30].
- 2014—2015 год — член жюри конкурсной программы Высшей Лиги Индиго Санкт-Петербурга.
- 2015 год — член жюри Вокального проекта «СЦЕНА» (Санкт-Петербург).
- 2015 год — член жюри конкурса «Российская студенческая весна» (Санкт-Петербург).
- 2016 год — член жюри Конкурса Современного Вокала «Молодые голоса» (Санкт-Петербург).
- 2016 год — член жюри фестиваля «Собрать всех вместе — 2016» (Петергоф).
- 2016 год — член жюри окружного фестиваля «Студенческая весна — 2016» (Ханты-Мансийск).
- В 2016 году посетила Сирию в рамках акции «Кинодесант» — выступила перед российскими военными на авиабазе «Хмеймим»[31].
- 2016 год — член жюри IX Фестиваля «Вместе в XXI веке» (Болгария, СОК «Камчия»).
- 2017 год — член жюри Фестиваля «Звёзды Камчии» (Болгария, СОК «Камчия»).
- 2017 год — член жюри Первого международного конкурса имени Бисера Кирова (Болгария, СОК «Камчия»).
- 2021 год — член жюри I Международной Премии в области культуры и искусства «START ЗВЕЗДЫ» (Санкт-Петербург).
- 2022 год — член жюри VII Международного конкурса-фестиваля музыкально-художественного творчества «Дивный остров» (Санкт-Петербург).

## Призы и награды
- 2003 год — Лауреатка конкурса «Молодые голоса — 2003» (Санкт-Петербург).
- 2006 год — Лауреатка Международного конкурса «Весна романса» (Санкт-Петербург)[32].
- 2008 год — Лауреатка Международного фестиваля современной православной духовной песни «Невские купола» (Санкт-Петербург).
- 2008 год — Приз зрительских симпатий Международного фестиваля современной православной духовной песни «Невские купола» (Санкт-Петербург).
- 2009 год — Лауреатка приза «Большая Медведица» — «За помощь в организации мероприятий» (Ассоциация общественных объединений «Большая Медведица»)[19].
- 2009 год — Дипломант X Международного конкурса исполнителей русского романса имени Изабеллы Юрьевой.
- 2010 год — Лауреатка конкурса «Гран-При Санкт-Петербурга»[33].
- 2011 год — Лауреатка отборочного тура Всемирного чемпионата исполнительских видов искусств «World Championships of Performing Arts — 2011».
- 2012 год — Лауреатка международного конкурса «Гатчинская Романсиада имени И. Шварца».
- 2012 год — Награждена знаком «Троицкий православный собор» за заслуги в деле духовного возрождения Русской Православной церкви (Москва).
- 2013 год — Награждена знаком «ВОГОиП МВД России» (приказом руководителя ВОГОиП МВД России Ханкала).
- 2013 год — Награждена медалью «За отличие в службе» (приказом Министра внутренних дел по Чеченской республике).
- 2014 год — Лауреатка конкурса «Женщина года — 2014» в номинации «Культура» (Санкт-Петербург)[34].
- 2014 год — Специальный приз конкурса «Женщина года — 2014» (Санкт-Петербург)[34].
- 2014 год — Победительница Первого открытого международного онлайн-конкурса вокалистов «BRAVO! ГОЛОС 2014» в номинации «эстрадный вокал»[35].
- 2014 год — Приз зрительских симпатий в Первом открытом международном онлайн-конкурсе вокалистов «BRAVO! ГОЛОС 2014»[35].
- 2014 год — Лауреатка Первого открытого международного онлайн-конкурса вокалистов «BRAVO! ГОЛОС 2014» в номинации «композитор»[35].
- 2015 год — Лауреатка Международного конкурса «Весна романса» в номинации «Авторы романса» (Санкт-Петербург).
- 2015 год — Награждена нагрудным знаком «За отличие в службе в особых условиях» (приказом МВД по Чеченской республике).
- 2015 год — Благодарность Министра внутренних дел Российской Федерации генерал-полковника полиции Владимира Александровича Колокольцева за активное участие в проведении концертного тура для сотрудников органов внутренних дел и военнослужащих внутренних войск, выполнявших оперативно-служебные и служебно-боевые задачи на территории Северо-Кавказского региона Российской Федерации.
- 2016 год — Лауреатка Бизнес-премии «Горячая женская бизнес десятка 2016» в номинации «Шоу-бизнес» (Санкт-Петербург)[36].
- 2016 год — Награждена памятной медалью «За заслуги в борьбе с международным терроризмом». Выдана председателем Совета ОООВ ВС РФ (Общероссийской общественной организацией ветеранов Вооружённых Сил Российской Федерации), генералом армии Виктором Фёдоровичем Ермаковым.
- 2016 год — Награждена медалью «Участнику военной операции в Сирии» (приказом министра обороны Сергея Кужугетовича Шойгу № 692 от 6.10.2016).
- 2017 год — Специальный диплом жюри XI международного фестиваля моноспектаклей «Монокль» — «За многогранность таланта» за моноспектакль-концерт о жизни великой Эдит Пиаф «Жизнь в розовом цвете — La vie en rose — Женщина в любви». Алёна Биккулова — автор сценария, режиссёр и исполнительница главной роли (Санкт-Петербург).
- 2017 год — Грамота за содействие в реализации программ отдела по взаимодействию с Вооружёнными силами и правоохранительными учреждениями Санкт-Петербургской Епархии и труды во славу Русской Православной Церкви, за подписью Председателя отдела, члена епархиального совета архимандрита Алексея (Ганьжина).
- 2018 год — Лауреат Четвёртого Международного фестиваля современной авторской патриотической песни «Великая Россия» как автор музыки песни «Три сестры» (Санкт-Петербург).
- 2019 год — Благодарность Законодательного Собрания Санкт-Петербурга за выдающиеся личные заслуги в области культуры и искусства в Санкт-Петербурге, многолетний и добросовестный труд, за подписью Председателя Законодательного собрания Санкт-Петербурга В. С. Макарова[37].
- 2019 год — Награждена памятной медалью «За заслуги в культуре и искусстве» (СОМД Фонд «Здоровье Нации», Санкт-Петербург).
- 2022 год — Приз исполнительной дирекции фестиваля кино и театра «Амурская осень» — «За преданность амурскому зрителю» (город Благовещенск)[38].
- 2025 год — Приз «За лучший моноспектакль» на первом фестивале театра «Талант» в Хибинах за моноспектакль «Эдит Пиаф. Жизнь в розовом цвете» [39]. Президент фестиваля — Андрей Малахов.

## Дискография
- 2008 год — «Гармония»
- 2012 год — «Избранное»
- 2013 год — «Избранное» (обновлённое издание)